# 조용호 (프로게이머)
조용호(趙容虎, 1984년 12월 13일~ )는 대한민국의 전직 스타크래프트 프로게이머이다. 운영을 통한 장기전 게임에 능하며 게임 중후반의 저글링과 울트라리스크를 통한 플레이가 마치 소떼를 이끄는 목동과 같다 하여 목동저그라는 별명을 가지게 되었다. 2002년부터 2005년까지의 대표적인 저그 프로게이머로 홍진호, 박경락과 함께 조/진/락으로 불리기도 하였다.

## 선수 경력
2000년부터 프로게이머로 활동하였으며 2001년 하반기 당시 저그의 명문이었던 SouL(현 STX SouL)에 입단, 성장하여 2002년 KPGA 2차리그에서 두각을 나타냈다. 신인 답지 않은 경기력으로 4강까지 올라가는 데 성공하였으나 4강에서 홍진호에게 1:2로 패한다. 그리고 3,4위전에서도 박신영에게 2:3으로 패배, 4위를 기록하였다. 2002년 말, KPGA 4차리그에서 임요환, 박경락과의 재경기까지 가는 혈투끝에 임요환에 이어 MEGA MATCH 3위로 준플레이오프에 진출한 조용호는 준플레이오프에서 임요환, 플레이오프에서 김현진을 상대로 초중반 꾹 참다가 후반에 쏟아지는 울트라리스크의 활용을 바탕으로 하는 이른바 '목동저그' 스타일을 보이며 결승에 진출한다. 그러나 2003년 1월 18일에 벌어진 결승전에서 아쉽게 이윤열에게 2:3로 무릎을 꿇으면서 그의 첫 결승진출은 준우승으로 마무리되었다. 온게임넷에서도 조용호의 활약은 대단했는데, 그는 2002 Panasonic배 온게임넷 스타리그 4강에서 박경락을 상대로 3:2의 혈투끝에 결승에 진출하는 등 같은 기간에 진행된 온게임넷 스타리그와 KPGA(현재의 MSL)에서 모두 결승에 진출하는 저그가 되었다.(동시에 양대리그 결승에 진출한 저그유저는 마재윤의 등장 전에는 조용호가 유일했다) 그러나 2003년 2월 14일, 결승에서 또다시 만난 이윤열에게 그는 힘 한 번 쓰지 못하고 이번에는 0:3의 완패를 당하고 만다. 이러한 좌절에도 불구하고 그는 온게임넷 스타리그는 물론 KPGA 시대를 포함 MSL에 매번 출전함으로써 자신의 실력을 스타크래프트 팬들에게 과시하였고, 당대 홍진호, 박경락 등과 함께 조진락으로 불리며 저그 최강자 중의 한 명으로 꼽혔다.
그 말을 증명이라도 하듯이 2003년에 출범한 MBC게임 팀리그에서는 최고의 저그중 한 명으로 등극하게 된다. 그는 이른바 '승자연전방식'(팀배틀 방식)으로 펼쳐진 이 팀단위 경기에서 최초로 '올킬'(7전 4선승제 경기에서 한 선수가 다른 팀의 4명을 모두 이겨버리고 끝내는 것)을 달성함으로써 그 명성을 떨쳤다. 또한, 그는 전성기시절 '프로토스에게 일 년에 한 번 진다'라는 말이 나올정도로 프로토스에게 유달리 강한 면모를 보였다. 특히, 같은 팀 소속이었던 박정석에게는 우주배 MBC게임 스타리그에서 서로 대결하기 전까지12:2라는 압도적인 상대전적을 보유하는 등 그의 '목동저그'와 후반 지향적 경기운영은 프로토스에게 오랫동안 악몽같은 플레이로 여겨지곤 했다.
2003년 경인방송(iTV)에서 펼쳐진 iTV 6차 랭킹전에서는 최인규가 기록하였던 최다 연승인 10연승 기록을 깨고 15연승을 기록, 그 대회의 우승을 차지하였다.
2004년에는 그의 꾸준하면서도 안정적인 성적을 인정받아 STX SouL에서 KT 롤스터 (구 KTF 매직엔스)로 고액의 연봉을 받으며 이적하며, KTF가 '스타군단' 또는 '게임계의 레알 마드리드'라는 별명을 얻는 것에도 일조했다. 그러나 그는 오랜 기간 동안 개인리그 결승에 진출하지 못해서 많은 그의 팬들이나 온라인 저그유저들의 안타까움을 샀다. 2003년과 2004년초에는 이윤열이 또다시 그를 괴롭혔고,(Stout MBC게임 스타리그와 센게임배 MBC게임 스타리그에서 이윤열에게 패하며 결국 상위라운드 진출이 좌절되었다) 2005년에는 우주배 MBC게임 스타리그에서 그 당시 떠오르는 신예 마재윤과 천적수준으로 상대전적에서 자신이 앞서고 있던 박정석에게 잇따라 패함으로써 결승진출에 실패하였다.
그러나 그는 여기서 물러서지 않았다. 이윽고 펼쳐진 CYON MBC게임 스타리그 승자결승까지 진출한 그는 다시 한 번 지난 리그와 같은 위치에서 마재윤을 만났다. 그는 여기서 '1해처리 레어'라는 다소 클래시컬한 운영으로 승리를 따내는 등 빼어난 경기력으로 마재윤을 3:2로 물리치며, 약 3년 만에 개인리그 결승진출에 성공하였다 그리고 2006년 1월 14일, 최연성을 꺾고 최종 결승에 다시 올라온 마재윤을 광주 염주체육관에서 벌어진 CYON MSL 결승전에서 압도적인 경기력으로 3:1로 제압하고 생애 최초로 공식 개인리그의 우승을 차지하였다. 당시 경기가 끝나고 이루어진 패자 인터뷰에서 마재윤이 '모든 면에서 조용호선수가 나보다 나았다'라고 할 정도로 뛰어난 경기력을 보였다. 또한, 이때 조용호의 우승은 2008년 3월 15일 이영호(테란)가 역시 광주 염주체육관에서 송병구를 3:0으로 누르며 박카스 스타리그에서 우승하기 전까지 KTF 매직엔스 소속인 상태로 개인리그를 우승한 마지막 선수이다. (같은 소속팀의 우승자 출신인 김동수, 변길섭, 박정석, 강민은 모두 KTF 매직엔스가 아닌 다른 팀에 소속되어 있을 때 우승을 차지했었고 이윤열 이 파나소닉 스타리그 2003에서 우승한 이후로 처음으로 KTF 매직엔스 선수로서 개인리그 우승자가 나온 것이다.)
이 기세에 박차를 가했던 조용호는, 후에 벌어진 신한은행 스타리그 2006 시즌1에서 전 대회 우승자 최연성을 24강에서 제압하고, 8강에서 변형태를 상대로 5드론(초반 5기의 드론만 있는 상태에서 스포닝풀을 빨리 지어 저글링을 빨리 생산하는, 극단적인 초반 전략으로, 실패하면 꽤 불리해진다)이 실패하고도 후반 운영으로 승리를 따내는 등 놀라운 모습을 보이며
, 온게임넷 리그에서도 만 3년여 만에 결승에 진출한다. 그러나 그는 그 당시 최고의 저그킬러이자 유닛컨트롤의 달인 한동욱에게 1:3으로 패하며 온게임넷 리그 정복에는 실패한다.
이 준우승을 시발점으로 하여서 그는 점차 침체기에 빠지게 된다. 먼저 2006년 8월부터 벌어진 프링글스 MSL Season 2에서는 필생의 라이벌 이윤열에게 패하는 등 좋지 않은 모습을 보이며 16강에서 탈락하였고, 온게임넷에서도 24강에서 번번히 미끄러지기만 하는 등 영 좋지 않은 모습만 보였다. 결국 그는 2006년 11월 9일, MSL의 하부리그인 서바이버리그 토너먼트에서 박지호에게 패함으로써 그의 MSL 연속 진출 횟수를 9회(KPGA포함 MSL 10회 연속 진출)에서 접어야만 했다. (그의 KPGA포함 MSL 10회 연속 진출은 2008년 마재윤이 클럽데이 온라인 MSL 2008의 진출로 10회 연속 MSL 진출을 이루어 내기 전에는 최다 MSL연속 진출 기록이었다)
2007년에는 PC방 오프라인 예선에서도 번번이 탈락하면서 여전히 개인리그에서 별다른 활약을 보이지 못 하는 등 슬럼프가 더더욱 길어지고 있었으나, 대신 팀 단위 리그인 프로리그 신한은행 프로리그 2007 전기리그에서는 5승 5패를 기록하였다. 하지만 그 외에는 별다른 활약을 보이지 못하다가, 2008년 1월에 KTF 매직엔스에서 eSTRO로 이적하였다. 2008년 6월 3일 사실상 은퇴를 선언하였고, 2008년 9월 15일 은퇴가 공식적으로 발표되었다. 어떠한 이유에서 은퇴를 했는지 프론트 측에서도 밝힌 바도 없고, 조용호도 침묵으로 일관하였다. 그가 조용히 은퇴한 것에 대해서 많은 팬들 사이에서 논란이 되었다. 인터뷰도 없이 급하게 은퇴한 조용호는 차후 스타크래프트가 아닌 다른 일을 하며 생활하겠다고 한다.

### 최종 전적
통산전적 (07.11.20 기준)
|             | 경기 | 승-패   | 승률  |
| ----------- | ---- | ------- | ----- |
| 대 테란     | 266  | 129–137 | 48.5% |
| 대 저그     | 209  | 118–91  | 56.5% |
| 대 프로토스 | 125  | 84–41   | 67.2% |
| 총합        | 600  | 331–269 | 55.2% |

## 기타
- 공식전 최초의 저그의 대 테란전 5전 3선승제 대결 승리 기록 (2002년 스타우트 & 배스킨라빈스배 KPGA 투어 4차리그 6강 플레이오프 vs 임요환 전)
- 공식전 최초의 승자연전방식 대회의 올킬 달성 (라이프존 KPGA 팀리그 vs KOR 전)
- 경기가 끝나면 승패와 상관없이 항상 상대방에게 악수나 인사를 청하는 모습을 보여주었다.
- 2010년 5월 18일 306 보충대를 통해 육군 현역으로 입대하여, 2012년 2월 제대했다.
- KT 롤스터 소속의 '최종병기' 이영호는 포모스와의 인터뷰에서 조용호를 '만화에 나오는 천재형 게이머' 같다는 평을 하기도 했다.[21]
- 스타크래프트 개인리그 10-10 클럽 달성 (스타리그 본선 10회, MSL 본선 11회 진출)

## 주요 기록
메이저 개인리그 우승 1회, 준우승 3회
2001년~2003년
- 2001년 KTF 세계게임챔피온대회 우승
- 2002년 리복배 2002 KPGA 2차리그 4위
- 2002년 SKY배 온게임넷 스타리그 2002 8강
- 2002년 KTF 나지트배 프로게이머 최강전 6회 우승
- 2002년 스타우트 & 배스킨라빈스배 KPGA 투어 4차리그 준우승 (2:3 이윤열)
- 2002년 2002 Panasonic배 온게임넷 스타리그 준우승 (0:3 이윤열)
- 2003년 GhemTV 3차 스타리그 3위
- 2003년 2003 Olympus배 온게임넷 스타리그 8강
- 2003년 2003 KTEC KPGA 위너스 챔피언쉽 10강
- 2003년 스타우트 MSL 4위
- 2003년 2003 Mycube배 온게임넷 스타리그 16강
- 2003년 TG삼보 MSL 16강
- 2003년 iTV 랭킹전 6차리그 우승 (3:2 김정민)
- 2003년 KT-KTF 프리미어 리그 2003 6강 플레이오프
- 2003년 NHN 한게임배 온게임넷 스타리그 03~04 16강

2004년~2012년
- 2004년 하나포스 센게임 MSL 8강
- 2004년 스프리스 MSL 16강
- 2004년 KT-KTF 프리미어 리그 2004 6강 플레이오프
- 2004년 당신은 골프왕 MSL 4위
- 2004년 IOPS 스타리그 04~05 16강
- 2005년 우주닷컴 MSL 3위
- 2005년 WEF 2005 스타크래프트 부문 4위
- 2005년 So1 스타리그 16강
- 2005년 CYON MSL 우승 (3:1 마재윤)
- 2006년 신한은행 스타리그 2006 시즌1 준우승 (1:3 한동욱)
- 2006년 프링글스 MSL 시즌1 8강
- 2006년 신한은행 스타리그 2006 시즌2 24강
- 2006년 IEF 2006 스타크래프트 부문 4위
- 2006년 WCG 2006 스타크래프트 부문 한국 대표 선발전 4위
- 2006년 프링글스 MSL 시즌2 16강
- 2006년 신한은행 스타리그 2006 시즌3 24강
- 2012년 e스포츠 명예의 전당 헌액